# تطرف
التطرّف أو الغُلُوّ هو تعبير نسبي يستعمل لوصف أفكار أو أعمال ينظر إليها من قبل مطلقي هذا التعبير بأنها غير مبرّرة. من ناحية الأفكار، يستعمل هذا التعبير لوصم الأيديولوجية السياسية التي تعدّ بعيدة عن التوجه السياسي للمجتمع. من ناحية الأعمال، يستعمل هذا التعبير في أغلب الأحيان لوصف المنهجيات العنيفة المستعملة في محاولة تغير سياسية أو اجتماعية. وقد يعني التعبير استعمال وسائل غير مقبولة من المجتمع مثل التخريب أو العنف للترويج لجدول أعمال معين.

## المصطلح والتسمية
إنّ مُصطلحيّ «التطرف» أو «متطرّف» يُطلقان بشكل دائم تقريباً من قِبل الآخرين، بدلاً من مجموعة معينة يمكن أن تعدّ نفسها كذلك، على سبيل المثال، ليس هناك طائفة إسلامية أو مسيحية تدعو نفسها بالمتطرفة، وليس هناك حزب سياسي يدعو نفسه بمتطرّف يميني أو متطرّف يساري.
الاعتقاد بوجود فلسفة متطرّفة لدى البعض تجعلهم معرضين للشبهة، وعليه يتم استعمال المصطلح كثيرا لأغراض لا تمت للتطرف أصلا. في علم الاجتماع، عدّة علماء يدرسون (وناقدون ل) مجموعات يمينية متطرّفة يعترضون على تعبير «متطرّف»، وهو التعبير الذي انتشر بين علماء الاجتماع في الستّينات والسبعينات من القرن العشرين. يقول العالِم جيروم هيميلستاين: «في أحسن الأحوال هذا الوصف التشخيصي لا يدل على شيء محسوس عن الأشخاص الموصوفين به، وفي أسوأ الأحوال يرسم صورة خاطئة.». إنّ تصنيف شخص أو مجموعة أو عمل كمتطرّف في أغلب الأحيان هو تقنية لتحقيق هدف سياسي، خاصة لدى الحكومات حيث يستعمل لتمرير قوانين معينة، أو حتى شن الحروب.

## أماكنه
بدلاً من اعتبار أنفسهم متطرّفين، أولئك الموصومون بهذا المصطلح يميلون لرؤية الحاجة للأعمال المتطرّفة في حالة معيّنة. أعاد جون فيزجيرالد كندي صياغة دانتي بقوله «الأماكن الأسخن في الجحيم محجوزة لأولئك الذين، يظهر حيادهم أثناء الأزمات الأخلاقية،»(من دانتي، الجحيم، الكوميدية الالاهية). باري غولدوتر قال، «التطرّف في الدفاع عن الحريّة ليس بالرذيلة، والاعتدال في مسعى العدالة ليس بالفضيلة». في مؤتمر 1964 الجمهوري.

## أقوال عنه
من الأقوال المتداولة أن المتطرف برأي شخص هو 'مقاتل للحرية' برأي شخص آخر." التطرّف يُحَسُّ ويُستَشعَر من خلال الاعتقادات السائدة في وقت إطلاق اللقب. التاريخ والاعتقادات السائدة في وقت آخر قد تروي قصّة مختلفة.

## مستويات التطرف
يوجد التطرف الديني على مستويات ثلاثة؛ فهو ينبع من اختلال وظيفي اقتصادي وسياسي، وتؤججه ميول منحرفة، وتنظمه قناعات دينية. والملاحظ أن اهتمام الرؤساء الأميركيين يكاد يقتصر تماما على المستوى الاقتصادي والسياسي.

## أسماء تنظيمات
بعض من العقائد التي تصنّف بأنها متطرّفة من قبل النقّاد تتضمّن:
- - النازية
- - الفاشية
- - حملات التكفير الإسلامية
- - الحملات الصليبية
- - التفرقة بين الشخص الأبيض والملون
- - الصهيونية
- - اللجان الثورية والتصفية الجسدية ليبيا
- - الراديكاليون السياسيون يدعون بالمتطرّفين أحيانا، بالرغم من أن مصطلح راديكالي يعنى به التوجه إلى جذر المشكلة أصلا.

## روابط خارجية
- مقالة نحو غايات انسانية مثمرة للكاتب ديفيد بروكس جريدة الشرق الأوسط